# Paradidyma cinerescens
Paradidyma cinerescens là một loài ruồi trong họ Tachinidae.